# فرودگاه نیروی هوایی سلطنتی پنگام مورس
فرودگاه نیروی هوایی سلطنتی پنگام مورس (به انگلیسی: RAF Pengam Moors) یک فرودگاه نظامی جنگی است که یک باند فرود بتن دارد و طول باند آن ۸۵۳ متر است. این فرودگاه در کشور ولز قرار دارد و در ارتفاع ۲ متری از سطح دریا واقع شده است.